# Beloved
Beloved (prt: Amada; bra: Bem-Amada) é um filme estadunidense de 1998, dos gêneros drama e terror, dirigido por Jonathan Demme, com roteiro baseado no romance homônimo de Toni Morrison.a
Protagonizado por Oprah Winfrey, Danny Glover e Thandie Newton, é ambientado durante a Guerra Civil Americana.

## Elenco
- Oprah Winfrey - Sethe
- Danny Glover - Paul D.
- Thandie Newton - Beloved
- Kimberly Elise - Denver
- Hill Harper - Halle
- Beah Richards - Baby Suggs
- Lisa Gay Hamilton - jovem Sethe
- Jason Robards - Mr. Bodwin
- Harry Northup - Xerife
- Jude Ciccolella - Professora
- Wes Bentley - Professora de Nephew
- Irma P. Hall - Ella
- Dorothy Love Coates - M. Lucille Williams